# 蕨溪镇
蕨溪镇，是中华人民共和国四川省宜宾市叙州区下辖的一个乡镇级行政单位。2019年8月，撤销泥南镇，将其所属行政区域划归蕨溪镇管辖。

## 行政区划
蕨溪镇下辖以下地区：
牌坊石社区、渡船口社区、天元社区村、光华村、铁牛村、高林村、黄金村、宣化村、政权村、会龙村、光明村、棬坪村、双牛村、横山村、马鞍村、蕨南村、三块石村、顶仙村、简湾村、万寿村、干溪村、聚和村、五福村、泗水村、大坪村、谷庄村、后坝村、石坪村和正化村。